# Ueda (Nagano)
Ueda (japonsky:上田市 Ueda-ši) je japonské město v prefektuře Nagano na ostrově Honšú. Žije zde přes 155 tisíc obyvatel. Ve městě působí 3 vysoké školy a 12 středních škol. Nachází se zde hrad Ueda z 16. století.

## Partnerská města
- Broomfield, Colorado, Spojené státy americké (2001)

- Davos, Švýcarsko (1976)
- Ning-po, Čínská lidová republika (1995)